# The Wörld Is Yours
The Wörld Is Yours ist das 20. Studioalbum von Motörhead. Die Veröffentlichung erfolgte in Europa am 10. Dezember 2010, in Großbritannien am 17. Januar 2011, am 25. Januar 2011 wurde das Album weltweit veröffentlicht. Es erscheint in Kooperation zwischen dem bandeigenen Plattenlabel Motörhead Music und dem Label UDR Records und wird von EMI Music Service vertrieben. Am 21. Dezember 2010 erschien eine Special Edition des britischen Musikmagazins Classic Rock, das neben dem Album ein 132-seitiges Sonderheft über die Band sowie ein A1-Poster enthielt.

## Aufnahmen
Der Name der Platte wurde von Schlagzeuger Mikkey Dee im Juli 2010 bestätigt. Für The Wörld Is Yours reisten die Musiker nach Los Angeles, wo sie sich in ein Hotelzimmer zurückzogen; die Texte schrieb Lemmy Kilmister „im Rekordtempo“, wie Dee äußerte (seit dem Album Bastards schreibt Kilmister die Texte, während Dee und Gitarrist Phil Campbell die Musik schreiben), während die Band sich bei der Namensgebung ihrer Alben deutlich schwerer tut. Als die Aufnahmen bevorstanden, verschlechterte sich der gesundheitliche Zustand von Campbells Vater. Campbell reiste daher zurück, und Charlie Paulson, ein Freund der Band aus der Punk-Szene und Motörhead-Fan, half dieser aus. Er ist jedoch nicht auf dem Album zu hören. Die Aufnahme der Bass-, Gesangs- und Schlagzeugspuren durch Lemmy Kilmister und Mikkey Dee fand im Herbst 2010 in Dave Grohls Studio 606 in Los Angeles statt. Campbell nahm seine Gitarrenspuren in einem Tonstudio in Wales auf, weil sein Vater gestorben war und er aus diesem Grund nicht nach Los Angeles reisen konnte. Dennoch wollte Campbell kurz darauf unbedingt mit Kilmister ins Studio. Am 6. Dezember 2010 wurde ein Video für die Single Get Back In Line veröffentlicht.

## Cover
Das Plattencover stammt von dem US-amerikanischen Künstler Mark DeVito. Es zeigt eine halbdurchsichtige Weltkugel, in der eine Figur zu sehen ist, die Ähnlichkeit mit Snaggletooth aufweist.

## Titelliste
1. Born to Lose – 4:01
2. I Know How to Die – 3:19
3. Get Back in Line – 3:35
4. Devils in My Head – 4:21
5. Rock ’n’ Roll Music – 4:25
6. Waiting for the Snake – 3:41
7. Brotherhood of Man – 5:15
8. Outlaw – 3:30
9. I Know What You Need – 2:58
10. Bye Bye Bitch Bye Bye – 4:04